# Russenlinde

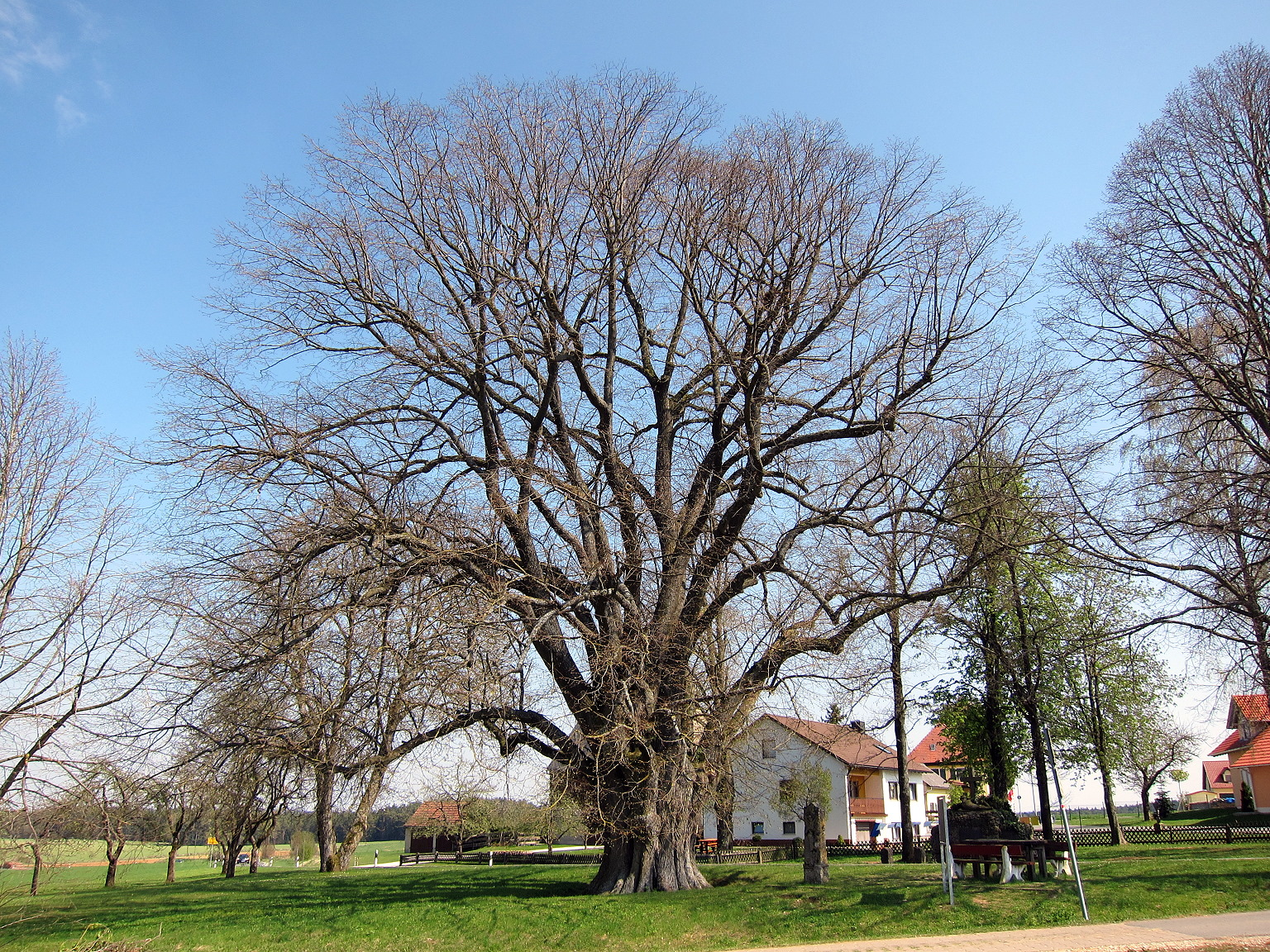
Ansicht vom Feld

Die Russenlinde ist ein Naturdenkmal nordöstlich von Breitenlesau, einem Ortsteil von Waischenfeld in der Fränkischen Schweiz. Sie steht auf 463 Meter Höhe über Normalnull auf einer Wiese neben der Straße in Richtung Plankenfels. Der Name der Linde beruht auf einer Legende, wonach der russische General Roppmann, der Anfang des 19. Jahrhunderts mit seinen Truppen dort vorbeikam, plötzlich verstarb und unter der Linde beigesetzt wurde.

## Beschreibung

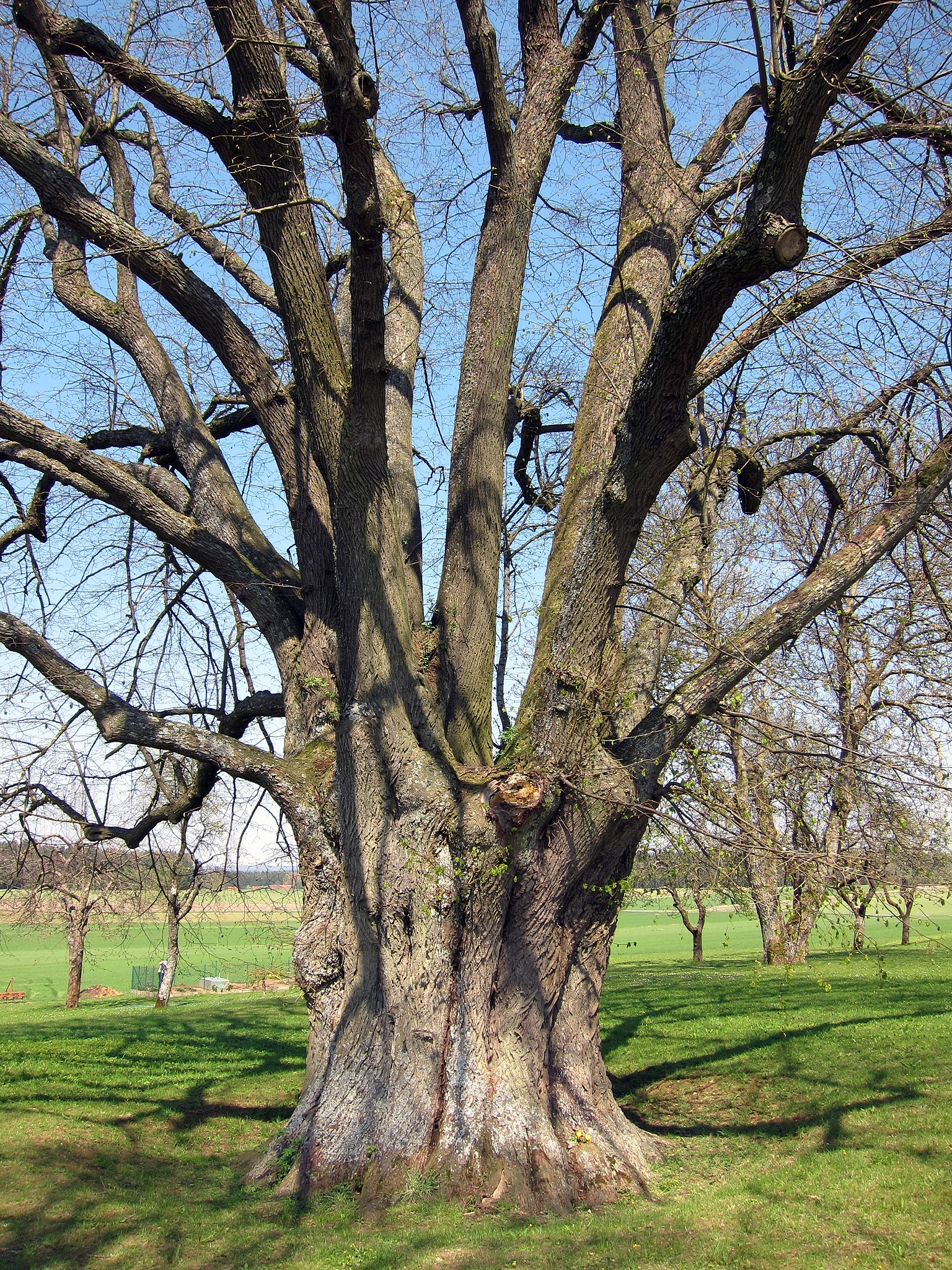
Stammansicht

Der Stamm der Linde beginnt am Boden breit und wuchtig, geht in einen schmalen Taillenbereich über und verzweigt sich auf mehreren Metern Höhe mit vielen Ästen in die Krone. Die Krone hat einen völlig harmonischen Aufbau. Der Stamm weist keine sichtbare Höhlung auf. Im Jahr 2014 hatte er an der Stelle seines geringsten Durchmessers einen Umfang von 8,29 Metern. Die Linde zählt mit einem Stammumfang von mehr als acht Metern zu den stärksten vollholzigen Linden in Deutschland. Die Höhe der Linde beträgt etwa 23 Meter und der Kronendurchmesser 26 Meter. Das Alter der Linde wird in der Literatur mit knapp 200 Jahren angegeben und mit der Jahreszahl 1813 in einer Steinsäule neben der Linde begründet. Dieses Alter erscheint bei den Stammdimensionen jedoch zweifelhaft. Eine andere Quelle gibt das Alter der Linde mit 400 Jahren an und begründet dies damit, dass sich die Jahreszahl 1813 auf die Setzung der Steinsäule zehn Jahre nach dem Tod des Generals beziehe und nichts mit dem Alter der Linde zu tun habe.